# 絶代双驕
『絶代双驕』（ぜつだいそうきょう、簡体字: 绝代双骄、拼音: Juédàishuāngjiāo）は、台湾の小説家、古龍の武俠小説。1966年から1969年にかけて発表された。人気が高く、たびたび映像化されている。

## あらすじ
時代は不明ながらも、物語の舞台は中国。互いを双子とは知らずに育った、小魚児と花無缺の物語。初期は小魚児を殺せ、と命じられていた花無缺、そして花無缺を嫌っていた小魚児であったが、徐々に互いを認め合ってゆく。

## 登場人物
人物名の後の（声優：○○○○）は、ドラマCD版の声優。
小魚児 （声優：平川大輔）
本名は江小魚。左の頬に刀傷があるのが特徴。出生については何も知らされず、14歳まで悪人谷で育った。非常な自信家であり、「俺は世界で一番利口なんだ」と公言して憚らない。実際にもかなりの知恵者であり、困難にあたっては武術よりも持ち前の機転とハッタリで切り抜けることが多い。また、育ちの影響か金銭に対する執着心が全くといっていいほどなく、派手に金銭をばら撒くことが多い。
花無缺 （声優：鳥海浩輔）
小魚児の双子の兄弟。出生については何も知らされず、移花宮で唯一の男性として育った武術の達人。傲慢な小魚児とは異なり、眉目秀麗で礼儀正しいが、小魚児から「人形みたいだ」と言われてもいる。それも鉄心蘭と生活するうち、徐々に人間らしくなっていった。師匠から小魚児を殺すように命令を受けていた。
鉄心蘭 （声優：沢城みゆき）
十大悪人の一人、狂獅の鉄戦の娘。小魚児より一つ年上だが、小魚児に思いを寄せている。父に似て興奮しやすく、感情に流されやすい性格。
燕南天
「大俠」と慕われる英雄で、その剣術の巧みさから「神剣」とも呼ばれている。今は亡き小魚児の父親・江楓の親友だった。幼い小魚児を悪人谷に連れてきたが、十大悪人によって廃人にされてしまう。彼の「宝の地図」を巡って江湖で争いも起きており、物語のキーとなる人物。
江別鶴
江大俠と呼ばれ、慕われる英雄。しかしそれは見せかけで、裏ではかなりあくどい事をしている偽善者。物語終盤において、嫁衣神功の力によって復活した燕南天の手によって不具の体にされるが、あえて見逃される。
江玉郎
江別鶴の息子。小魚児が蕭咪咪に拉致された先で出会った。父親に似て性格は悪い。

### 十大悪人
江湖で恐れられている悪人。「十大」と言いながら、欧陽丁･欧陽当の兄弟はまとめて一人として計算するため、実際は11人いる。このうち、悪人谷に住んでいた杜殺ら五人は、自分達以上の悪人に育て上げるため、小魚児の親代わりとして彼を養育した。
杜殺
十大悪人の筆頭。「血手」と呼ばれる毒の手袋による攻撃を得意とし、小魚児に武芸を指導。その毒手の威力から、「血手の杜殺」と呼ばれている。過去、燕南天との戦いで右手を手首からねじ切られたため、義手を使用している。物語終盤において、十二星相の白夫人の放った刃に胸を貫かれて死亡する。
屠嬌嬌
変装の達人で、その正体は不明。男か女かすらわからないため、「不男不女」(ふなんふじょ)と呼ばれている。一応、小魚児からは「屠おばさん」と呼ばれている。小魚児に変装を指導した。十大悪人の中でも小魚児とは最も近しい関係にあり、杜殺らに殺されそうになった小魚児を養育するように提案したのも屠嬌嬌だった。物語終盤において、死を装った白開心に瀕死の重傷を負わされ、哈哈児を道連れに死亡する。
哈哈児
にこにこ笑って油断させ殺すのが得意。そのため、「笑里蔵刀」と呼ばれている。小魚児に笑い方を指導。そのため、哈哈児と暮らしているとき、小魚児は痛いとき、苦しい時でも笑い続けねばならなかった。物語終盤において、瀕死の重傷を負った屠嬌嬌に殺害される。
李大嘴
筋金入りの人肉好きで、自分の妻を食べてしまったほどの人物。それでも、人間の頭は不味いと言って食べないので「不喫人頭」(ふきつじんとう)と呼ばれている。小魚児には人肉の味を指導(ただし小魚児はこっそり肉を吐き出していた)。相当な変わり者で、倒れた状態から相手を攻撃する技なども開発していた。実際には、倒れた相手に攻撃を加えるような人間はいないので、その武芸は実用性には乏しい。移花宮の宮女、鉄萍姑の実父。かつて江湖の大侠とうたわれた鉄無双の娘と結婚したが、浮気をされたうえに自分を侮辱した妻を殺害、悪人谷へと逃げ込んだ。小魚児とは仲が良く、たびたび小魚児が彼の事を口にする場面が見られた。物語終盤に瀕死の重傷を負い、蘇桜の手当てを受けていたが、実の娘である鉄萍姑に刺殺される。
陰九幽
人呼んで「半人半鬼」。陰気で、幽霊の真似が得意。また、軽功の達人でもある。小魚児に幽霊の化け方を指導。地味ではあるが威力は高く、小魚児はこの方法で慕容九妹の精神を崩壊させている。物語終盤において李大嘴に殺害される。
軒轅三光
賭け事に目がなく、名前の「三光」は天･人･銭の三つを光(つかいつく)す、ということから。そのため、「悪博鬼」と呼ばれている。自分と賭けをしない人間を容赦なく殺したり、負けた相手の目、耳などを削ぎ落とすこともある恐ろしい人物。ただ、自分が負けたときには大人しく負け分を支払ういさぎよい性格をしている。十大悪人で最後まで生きのびた数少ない人物であり、物語終盤では小魚児の婚礼の席にも出席している。
蕭咪咪
女性の十大悪人。地下宮殿に美少年を集めていた毒婦。小魚児を自分の後宮に入れようとしていた。なお、小魚児は蕭咪咪の宮殿にあった隠し部屋から天地五絶と呼ばれる武術の達人の残した秘伝書を発見し、入手している。物語序盤で、小魚児と江玉郎の策略にかかって死亡する。
鉄戦
人呼んで、「狂獅」。怒ると誰も手をつけられず、手あたり次第、近くにいる人間を殺すという性格の持ち主。だが、怒らせなければ全く危険はないため、そもそも「十大悪人」の中に入れてもいいのか、とも言われている。ヒロインである鉄心蘭の父親でもあり、十大悪人で最後まで生きのびた数少ない人物である。
白開心
特に深い理由もなく、人を騙しては喜んでおり、「詐欺仙」と呼ばれている。李大嘴とは仲が悪い。ただ、悪知恵に関して小魚児に及ばず、いいように使われてしまった。十二星相の白夫人と組み、物語終盤において自分以外の十大悪人を殺しにかかるものの、哈哈児の放った矢を受けて死亡する。
欧陽丁、欧陽当
「銭亡者」、「守銭奴」と呼ばれる兄弟。兄弟で、しかも行動を共にしている事が多いため、欧陽兄弟に関しては二人で一人として計算する。過去、杜殺･屠嬌嬌らの財宝を横領したため、他の十大悪人から命を狙われている。そのため、太って体型を変え、姓を「羅」と偽り潜伏していた。物語中盤において、屠嬌嬌に瀕死の重傷を負わされたところを小魚児の手で助けられるが、最後まで改心することなく死んだ。

## 書誌情報
『マーベラス・ツインズ』のタイトルで、GAMECITY文庫（コーエー）から出版。藤田香のイラストにより、ライトノベル形式になっている。同シリーズとしてドラマＣＤ、漫画にもなっている。2009年5月の時点で文庫本は7冊目まで出版されており、これ以降については携帯メール配信されることになっている。
文庫本 マーベラス・ツインズ
- GAMECITY文庫 訳・川合章子/イラスト・藤田香

1. 謎の宝の地図 2008年1月　ISBN 978-4775806418
2. 地下宮殿の秘密 2008年3月 ISBN 978-4775806562
3. 双子の運命 2008年4月 ISBN 978-4775806579

文庫本 マーベラス・ツインズ契
マーベラス・ツインズから3年後の話。実質的な4巻～7巻目に該当する。
1. だましあい 2008年6月 ISBN 978-4775806739
2. めぐり逢い 2008年8月 ISBN 978-4775806746
3. いつわりの仮面 2008年10月 ISBN 978-4775806753
4. 貴公子の涙 2008年12月 ISBN 978-4775806760

マーベラス・ツインズ絆
「契」の続編で8巻目以降に相当。2009年5月の時点で書籍化はされていないが、第1章が2009年4月に全21回に分割され無料でケータイ配信された。近日、電子書籍化の予定。
漫画 『 マーベラス・ツインズ 絶代双驕』
- 角川書店 岩城そよご シナリオ協力・川合章子/キャラクター原案・藤田香

マーベラス・ツインズ 1巻 謎の宝の地図をベースにしたオリジナルストーリー。ビーンズエース(休刊)に連載された
1. 2009年4月 ISBN 978-4-04-854304-0

## 映像化作品
映画
- 『絶代双驕 - The Proud Twins』1979年 香港 ショウブラザーズ作品 監督：楚原、主演：傅聲 ※日本未公開
- 『天空伝説 ハンサムシビリング』1992年 香港 監督：エリック・ツァン、主演：アンディ・ラウ（小魚児）、ブリジット・リン（花無缺）

テレビドラマ
- 『絶代双驕』 1979年、出演：石修（花無缺）、黄元申（小魚児）※日本未公開
- 『絶代双驕』 1988年、出演：呉岱融（花無缺）、トニー・レオン（小魚児）※日本未公開
- 『絶代双驕』 香港 1999年、出演：アレック・スー（花無缺）、ジミー・リン（小魚児）※日本未公開
- 『プライド 小魚児与花無缺』 台湾 2004年、監督：バリー・ウォン（王晶）、出演：ニコラス・ツェー（花無缺）、ディッキー・チョン（小魚児）、ファン・ビンビン（鉄心蘭）
- 『絶代双驕 ～マーベラス・ツインズ～』 2020年、Netflixにより世界諸地域配信

CDドラマ
- 『マーベラス・ツインズ』（コーエー）